# Persone di cognome Nelson
| Questa pagina contiene informazioni ricavate automaticamente dalle voci biografiche con l'ausilio del template Bio e di un bot. L'aggiornamento è periodico e automatico e ricostruisce completamente la pagina. Se manca una persona in questa lista, sei pregato di non aggiungerla, ma accertati piuttosto che la sua voce biografica contenga il template Bio e che i dati anagrafici siano correttamente compilati. Se il template Bio manca, inseriscilo tu stesso o, in alternativa, metti l'avviso {{tmp\|Bio}} che ne segnala la mancanza. Se i dati riportati sono sbagliati, correggi direttamente la voce biografica; le modifiche saranno visibili in questa lista entro pochi giorni. Per chiarimenti vedi il progetto antroponimi. La lista contiene solo le 138 persone che sono citate nell'enciclopedia e per le quali è stato implementato correttamente il template Bio. Pagina aggiornata al 23 apr 2025. |

Questa è una lista di persone presenti nell'enciclopedia che hanno il cognome Nelson, suddivise per attività principale.

## Allenatori di calcio(2)
- David Nelson, allenatore di calcio e calciatore scozzese (Douglas Water, n. 1918 - West Haven, † 1988)
- Michael Nelson, allenatore di calcio e ex calciatore inglese (Gateshead, n. 1980)

## Allenatori di pallacanestro(1)
- Spencer Nelson, allenatore di pallacanestro e ex cestista statunitense (Pocatello, n. 1980)

## Ammiragli(1)
- Horatio Nelson, ammiraglio britannico (Burnham Thorpe, n. 1758 - Capo Trafalgar, † 1805)

## Architetti(1)
- Paul Nelson, architetto francese (Chicago, n. 1895 - Marsiglia, † 1979)

## Artigiani(1)
- Pete Nelson, artigiano, scrittore e conduttore televisivo statunitense (Ridgewood, n. 1962)

## Artisti marziali misti(2)
- Gunnar Nelson, artista marziale misto islandese (Akureyri, n. 1988)
- Roy Nelson, artista marziale misto statunitense (Las Vegas, n. 1976)

## Assassini seriali(1)
- Earle Nelson, serial killer statunitense (San Francisco, n. 1897 - Winnipeg, † 1928)

## Astisti(1)
- Frank Nelson, astista statunitense (Detroit, n. 1887 - Detroit, † 1970)

## Astronauti(1)
- George Nelson, ex astronauta statunitense (Charles City, n. 1950)

## Attori(12)
- Barry Nelson, attore statunitense (San Francisco, n. 1917 - Contea di Bucks, † 2007)
- Craig T. Nelson, attore statunitense (Spokane, n. 1944)
- Drew Nelson, attore e doppiatore canadese (Etobicoke, n. 1979)
- Ed Nelson, attore statunitense (New Orleans, n. 1928 - Greensboro, † 2014)
- Elijah Nelson, attore statunitense (n. 1999)
- Ian Nelson, attore statunitense (Madison, n. 1982)
- Ian Nelson, attore statunitense (n. 1995)
- Jack Nelson, attore, regista e sceneggiatore statunitense (Memphis, n. 1882 - North Bay, † 1948)
- John Allen Nelson, attore statunitense (San Antonio, n. 1959)
- Judd Nelson, attore statunitense (Portland, n. 1959)
- Sean Nelson, attore statunitense (The Bronx, n. 1980)
- Tim Blake Nelson, attore e regista statunitense (Tulsa, n. 1964)

## Attrici(6)
- Eva Marie, attrice, modella e ex wrestler statunitense (Walnut Creek, n. 1984)
- Evelyn Nelson, attrice statunitense (Chloride, n. 1899 - Los Angeles, † 1923)
- Jessica Nelson, attrice statunitense
- Kirsten Nelson, attrice statunitense (Enid, n. 1970)
- Lori Nelson, attrice statunitense (Santa Fe, n. 1933 - Los Angeles, † 2020)
- Tracy Nelson, attrice statunitense (Santa Monica, n. 1963)

## Bassisti(1)
- Juan Nelson, bassista statunitense (Cincinnati, n. 1958 - † 2021)

## Batteristi(2)
- Jeff Nelson, batterista e produttore discografico statunitense
- Sandy Nelson, batterista statunitense (Santa Monica, n. 1938 - Las Vegas, † 2022)

## Biologi(1)
- Edward Nelson, biologo e esploratore britannico (n. 1883 - † 1923)

## Calciatori(13)
- Anthony Nelson, calciatore britannico (George Town, n. 1997)
- Curtis Nelson, calciatore inglese (Newcastle-under-Lyme, n. 1993)
- Garry Nelson, ex calciatore inglese (Braintree, n. 1961)
- Gregory Nelson, ex calciatore olandese (Amsterdam, n. 1988)
- James Nelson, calciatore scozzese (Greenock, n. 1901 - † 1956)
- Jayden Nelson, calciatore canadese (Brampton, n. 2002)
- John Nelson, calciatore statunitense (Medina, n. 1998)
- Keith Nelson, calciatore neozelandese (Renfrew, n. 1947 - † 2020)
- Kymani Nelson, calciatore montserratiano (Hackney, n. 2004)
- Reiss Nelson, calciatore inglese (Elephant and Castle, n. 1999)
- Sammy Nelson, ex calciatore nordirlandese (Belfast, n. 1949)
- Valentine Nelson, calciatore papuano (n. 1987)
- Vinceroy Nelson, calciatore nevisiano (Basseterre, n. 1996)

## Calciatrici(1)
- Julie Nelson, calciatrice nordirlandese (n. 1985)

## Cantanti(5)
- Bill Nelson, cantante, musicista e produttore discografico britannico (Wakefield, n. 1948)
- Matthew Nelson, cantante statunitense (Santa Monica, n. 1967)
- Phyllis Nelson, cantante statunitense (Jacksonville, n. 1950 - Los Angeles, † 1998)
- Ricky Nelson, cantante e attore statunitense (Teaneck, n. 1940 - De Kalb, † 1985)
- Shara Nelson, cantante e musicista inglese (Londra, n. 1965)

## Cantautori(3)
- Ben E. King, cantautore statunitense (Henderson, n. 1938 - Teaneck, † 2015)
- Willie Nelson, cantautore, chitarrista e attore statunitense (Abbott, n. 1933)
- Prince, cantautore, polistrumentista e produttore discografico statunitense (Minneapolis, n. 1958 - Chanhassen, † 2016)

## Cestisti(13)
- Don Nelson, ex cestista, allenatore di pallacanestro e dirigente sportivo statunitense (Muskegon, n. 1940)
- Louie Nelson, ex cestista statunitense (Los Angeles, n. 1951)
- Mike Nelson, ex cestista statunitense (Madison, n. 1986)
- Barry Nelson, ex cestista statunitense (n. 1949)
- David Nelson, ex cestista e allenatore di pallacanestro statunitense (Montclair, n. 1956)
- DeMarcus Nelson, ex cestista statunitense (Oakland, n. 1985)
- Jameer Nelson, ex cestista e dirigente sportivo statunitense (Chester, n. 1982)
- Luke Nelson, cestista britannico (Londra, n. 1995)
- Reeves Nelson, ex cestista statunitense (Modesto, n. 1991)
- Roberto Nelson, ex cestista statunitense (Santa Barbara, n. 1991)
- Ron Nelson, ex cestista statunitense (Artesia, n. 1946)
- Tyler Nelson, cestista statunitense (Bradford, n. 1995)
- Tyrell Nelson, cestista statunitense (Charlotte, n. 1995)

## Compositori(1)
- Rudolf Nelson, compositore tedesco (Berlino, n. 1878 - Berlino, † 1960)

## Costumiste(1)
- Kay Nelson, costumista statunitense (n. 1909 - Antioch, † 2003)

## Designer(1)
- George Nelson, designer, grafico e architetto statunitense (Hartford, n. 1908 - † 1986)

## Direttori d'orchestra(1)
- John Nelson, direttore d'orchestra statunitense (San José, n. 1941 - † 2025)

## Drammaturghi(1)
- Richard Nelson, drammaturgo, librettista e sceneggiatore statunitense (Chicago, n. 1950)

## Economisti(1)
- Richard Nelson, economista statunitense (New York, n. 1930 - † 2025)

## Filosofi(1)
- Leonard Nelson, filosofo e matematico tedesco (Berlino, n. 1882 - Gottinga, † 1927)

## Fondisti(1)
- Lars Nelson, ex fondista svedese (Funäsdalen, n. 1985)

## Generali(1)
- John Nelson, generale britannico (Shenley, n. 1912 - Oban, † 1993)

## Giocatori di football americano(14)
- Anthony Nelson, giocatore di football americano statunitense (n. 1997)
- Corey Nelson, giocatore di football americano statunitense (Dallas, n. 1992)
- Darrin Nelson, ex giocatore di football americano statunitense (Sacramento, n. 1959)
- Dennis Nelson, ex giocatore di football americano statunitense (Kewanee, n. 1946)
- J.J. Nelson, giocatore di football americano statunitense (Midfield, n. 1992)
- Jonathan Nelson, giocatore di football americano statunitense (Mansfield, n. 1988)
- Jordy Nelson, ex giocatore di football americano statunitense (Manhattan, n. 1985)
- Kyle Nelson, giocatore di football americano statunitense (Norman, n. 1986)
- Matt Nelson, giocatore di football americano statunitense (Cedar Rapids, n. 1995)
- Quenton Nelson, giocatore di football americano statunitense (Holmdel, n. 1996)
- Ralph Nelson, ex giocatore di football americano statunitense (Los Angeles, n. 1954)
- Reggie Nelson, giocatore di football americano statunitense (Melbourne, n. 1983)
- Steve Nelson, ex giocatore di football americano statunitense (Farmington, n. 1951)
- Steven Nelson, ex giocatore di football americano statunitense (Warner Robins, n. 1993)

## Giocatrici di curling(1)
- Diane Nelson, giocatrice di curling canadese (Burnaby, n. 1958)

## Golfisti(1)
- Larry Nelson, golfista statunitense (Fort Payne, n. 1947)

## Hockeisti su ghiaccio(3)
- Brock Nelson, hockeista su ghiaccio statunitense (Minneapolis, n. 1991)
- Frank Nelson, hockeista su ghiaccio statunitense (New York, n. 1910 - Upper Montclair, † 1973)
- Jeff Nelson, ex hockeista su ghiaccio canadese (Prince Albert, n. 1972)

## Imprenditori(1)
- Donald Nelson, imprenditore statunitense (Hannibal, n. 1888 - † 1959)

## Lottatori(1)
- William Nelson, lottatore statunitense

## Modelle(1)
- Lauren Nelson, modella statunitense (Lawton, n. 1986)

## Montatori(1)
- Charles Nelson, montatore statunitense (n. 1901 - Los Angeles, † 1997)

## Nuotatori(1)
- John Nelson, ex nuotatore statunitense (Chicago, n. 1948)

## Ornitologi(1)
- Edward William Nelson, ornitologo statunitense (Manchester, n. 1855 - Washington, † 1934)

## Pallavoliste(2)
- Chaniel Nelson, pallavolista statunitense (Elizabeth, n. 1992)
- Taylor Nelson, pallavolista statunitense (Granite Bay, n. 1996)

## Personaggi televisivi(1)
- Wes Nelson, personaggio televisivo, cantante e rapper britannico (Newcastle-under-Lyme, n. 1998)

## Pesisti(1)
- Adam Nelson, ex pesista statunitense (Atlanta, n. 1975)

## Piloti motociclistici(1)
- Billie Nelson, pilota motociclistico britannico (Doncaster, n. 1941 - Fiume, † 1974)

## Pistard(1)
- Emily Nelson, ex pistard e ciclista su strada britannica (Burton upon Trent, n. 1996)

## Politici(4)
- Ben Nelson, politico statunitense (McCook, n. 1941)
- Gaylord Nelson, politico e ambientalista statunitense (Clear Lake, n. 1916 - Kensington, † 2005)
- John Nelson, politico statunitense (Frederick, n. 1791 - Baltimora, † 1860)
- Knute Nelson, politico statunitense (Voss, n. 1843 - Timonium, † 1923)

## Pugili(1)
- Azumah Nelson, ex pugile ghanese (Accra, n. 1958)

## Registe(1)
- Jessie Nelson, regista, sceneggiatrice e produttrice cinematografica statunitense

## Registi(2)
- Gary Nelson, regista statunitense (Los Angeles, n. 1934 - Las Vegas, † 2022)
- Ralph Nelson, regista statunitense (Long Island City, n. 1916 - Santa Monica, † 1987)

## Sassofonisti(1)
- Oliver Nelson, sassofonista, clarinettista e compositore statunitense (Saint Louis, n. 1932 - Los Angeles, † 1975)

## Sceneggiatori(1)
- Bob Nelson, sceneggiatore e regista statunitense (Yankton, n. 1956)

## Scenografi(1)
- George R. Nelson, scenografo statunitense (n. 1927 - Los Angeles, † 1992)

## Sciatori alpini(1)
- Isaiah Nelson, sciatore alpino statunitense (n. 2001)

## Sciatrici alpine(2)
- Cindy Nelson, ex sciatrice alpina statunitense (Duluth, n. 1955)
- Tasha Nelson, ex sciatrice alpina statunitense (Mound, n. 1974)

## Scrittori(2)
- Blake Nelson, scrittore statunitense (Chicago, n. 1960)
- Caleb Azumah Nelson, scrittore britannico (n. 1993)

## Scrittori di fantascienza(1)
- Ray Nelson, autore di fantascienza statunitense (Schenectady, n. 1931 - † 2022)

## Scrittrici(2)
- Jandy Nelson, scrittrice statunitense (New York, n. 1965)
- Maggie Nelson, scrittrice e poetessa statunitense (San Francisco, n. 1973)

## Slittinisti(1)
- Colin Nelson, ex slittinista e ex bobbista canadese (Montréal, n. 1942)

## Sociologhe(1)
- Alondra Nelson, sociologa e saggista statunitense (Bethesda, n. 1968)

## Sociologi(1)
- Ted Nelson, sociologo e filosofo statunitense (Chicago, n. 1937)

## Sollevatori(1)
- Lennart Nelson, sollevatore svedese (Västerås, n. 1918 - Västerås, † 2006)

## Tennisti(1)
- Todd Nelson, ex tennista statunitense (The Dalles, n. 1961)

## Truccatori(1)
- Christopher Nelson, truccatore statunitense (Pittsburgh)

## Velociste(1)
- Ashleigh Nelson, velocista britannica (Stoke-on-Trent, n. 1991)

## Velocisti(1)
- Alexander Nelson, ex velocista britannico (Stoke-on-Trent, n. 1988)

## Vescovi cattolici(1)
- Knut Ansgar Nelson, vescovo cattolico danese (Frederiksværk, n. 1906 - Newport, † 1990)

## Senza attività specificata(2)
- Andy Nelson, tecnico del suono britannico (Londra, n. 1953)
- Jerry Nelson, burattinaio statunitense (Tulsa, n. 1934 - Capo Cod, † 2012)